# Janne Ericson
Jan "Janne" Ericson, född 10 maj 1950, är en svensk skådespelare verksam i Göteborg.

## Filmografi
- 1996 – Harry & Sonja
- 1997 – En fyra för tre (TV-serie)
- 1999 – De utbytbara
- 1999 – Noll tolerans
- 2000 – Det nya landet
- 2001 – Kommissarie Winter (TV-serie)
- 2004 – Orka! Orka! (TV-serie)
- 2007 – Gynekologen i Askim (TV-serie)